# Cotarsina fleissiana
Cotarsina fleissiana är en fjärilsart som beskrevs av Köhler 1959. Cotarsina fleissiana ingår i släktet Cotarsina och familjen nattflyn. Inga underarter finns listade i Catalogue of Life.